# Pouvoir exécutif
Pour les articles homonymes, voir Exécutif.
- Républiques à régime présidentiel
- Républiques à régime présidentiel liées à un régime parlementaire
- Républiques à régime semi-présidentiel
- Républiques à régime parlementaire (république parlementaire)
- Républiques où la constitution n'accorde le droit à gouverner qu'à un parti unique ou un parti dominant (État communiste)

- Monarchies constitutionnelles dans lesquelles le monarque n'exerce que peu ou pas le pouvoir (le monarque a souvent une autorité constitutionnelle et morale élevée)
- Monarchies semi-constitutionnelles dans lesquelles le monarque exerce la majorité des pouvoirs, souvent avec un parlement disposant de faibles pouvoirs
- Monarchies absolues

- Dictatures militaires

- Autres systèmes (gouvernements provisoires)
- Pas de gouvernement

Le pouvoir exécutif (aussi appelé simplement l'exécutif) est l'un des trois pouvoirs, avec le pouvoir législatif et le pouvoir judiciaire, constituant l'État dans un régime démocratique respectant la séparation des pouvoirs. Il est chargé de gérer la politique courante de l'État et d’assurer l'application de la loi élaborée par le pouvoir législatif.
Dans un régime parlementaire, le pouvoir exécutif est bicéphale. Il est composé du chef de l'État (cela peut être un monarque comme au Royaume-Uni ou en Suède) et du gouvernement, parfois ramené à la personne du Premier ministre (par exemple en Italie) ou du Chancelier (en Allemagne).
Dans un régime présidentiel, il est monocéphale. Il se résume au chef de l'État, le reste de l'administration lui étant complètement subordonné (par exemple en Russie). Aux États-Unis, une république fédérale présidentielle bicamériste, le pouvoir exécutif est aux mains du président américain et du vice-président.
En France, sous la Cinquième République à régime semi-présidentiel, ce pouvoir est partagé entre le président de la République (chef de l'État) et le gouvernement dirigé par le Premier ministre. La conjoncture politique conditionne l'autorité de l'exécutif. En situation de concordance des majorités, le président de la République exerce la réalité du pouvoir exécutif alors que celui-ci revient au Premier ministre en cas de cohabitation. Le pouvoir exécutif revient donc la majeure partie du temps au président de la République.
Les pleins pouvoirs sont entièrement aux mains du monarque ou du dictateur dans les régimes à monarchie absolue (par exemple au Vatican) ou dictatoriaux (par exemple sous le Régime de Vichy).

## Rôle du pouvoir exécutif

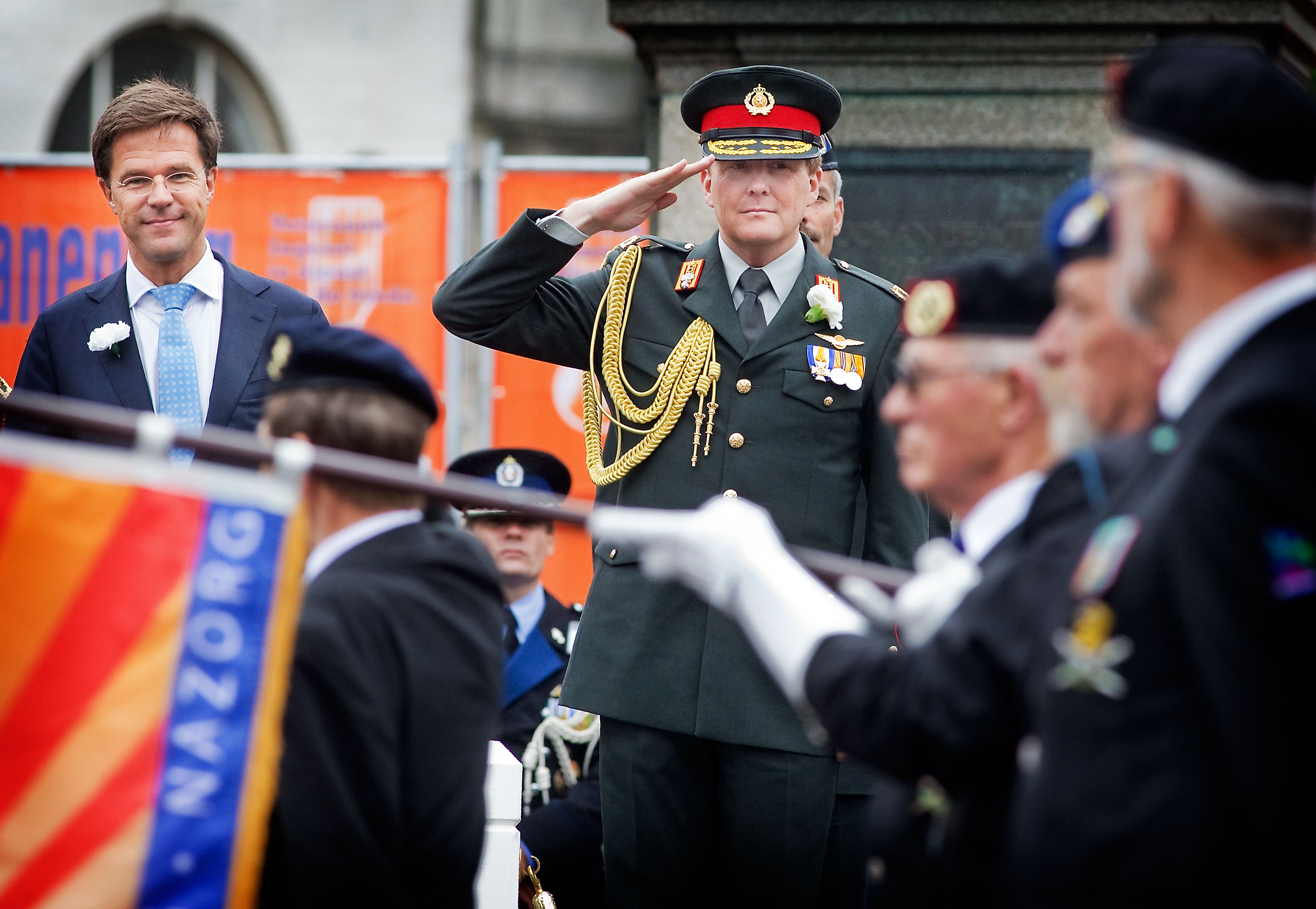
Le Premier ministre des Pays-Bas Mark Rutte avec le roi Willem-Alexander. Remplissant son rôle honorifique de chef des armées durant la journée nationale de libération, ce dernier est garant et symbole de l'unité du pays, son Premier ministre élu détenant les vrais pouvoirs exécutifs.

Son rôle est vaste, il est essentiellement chargé d'exécuter les lois et les décisions de justice :
- il dirige la force publique (police) ;
- le plus souvent, il représente l'État auprès des juridictions à travers le parquet (sauf dans les pays où celui-ci est indépendant) ;
- il dirige la force militaire ;
- il dirige l'administration (services publics) ;
- il dirige la diplomatie, négocie les traités ;
- il nomme les fonctionnaires ;
- il édicte des règlements.

En pratique, dans beaucoup de pays, le pouvoir exécutif détermine l'ensemble de la politique car :
1. Il a une influence importante sur le pouvoir législatif : 
  - dans un régime européen (dit « parlementaire »), cette influence est considérable, car il est à l'initiative de la plupart des lois, fixe l'ordre du jour du Parlement et contrôle le vote des parlementaires à travers les partis politiques,
  - dans le régime américain (dit « présidentiel »), les membres du Congrès sont autonomes, mais le président dispose du droit de veto.
2. Le pouvoir judiciaire est surtout là pour appliquer les normes produites par les deux autres pouvoirs, et non pour y faire obstruction.